# Kasaner Kathedrale (Sankt Petersburg)

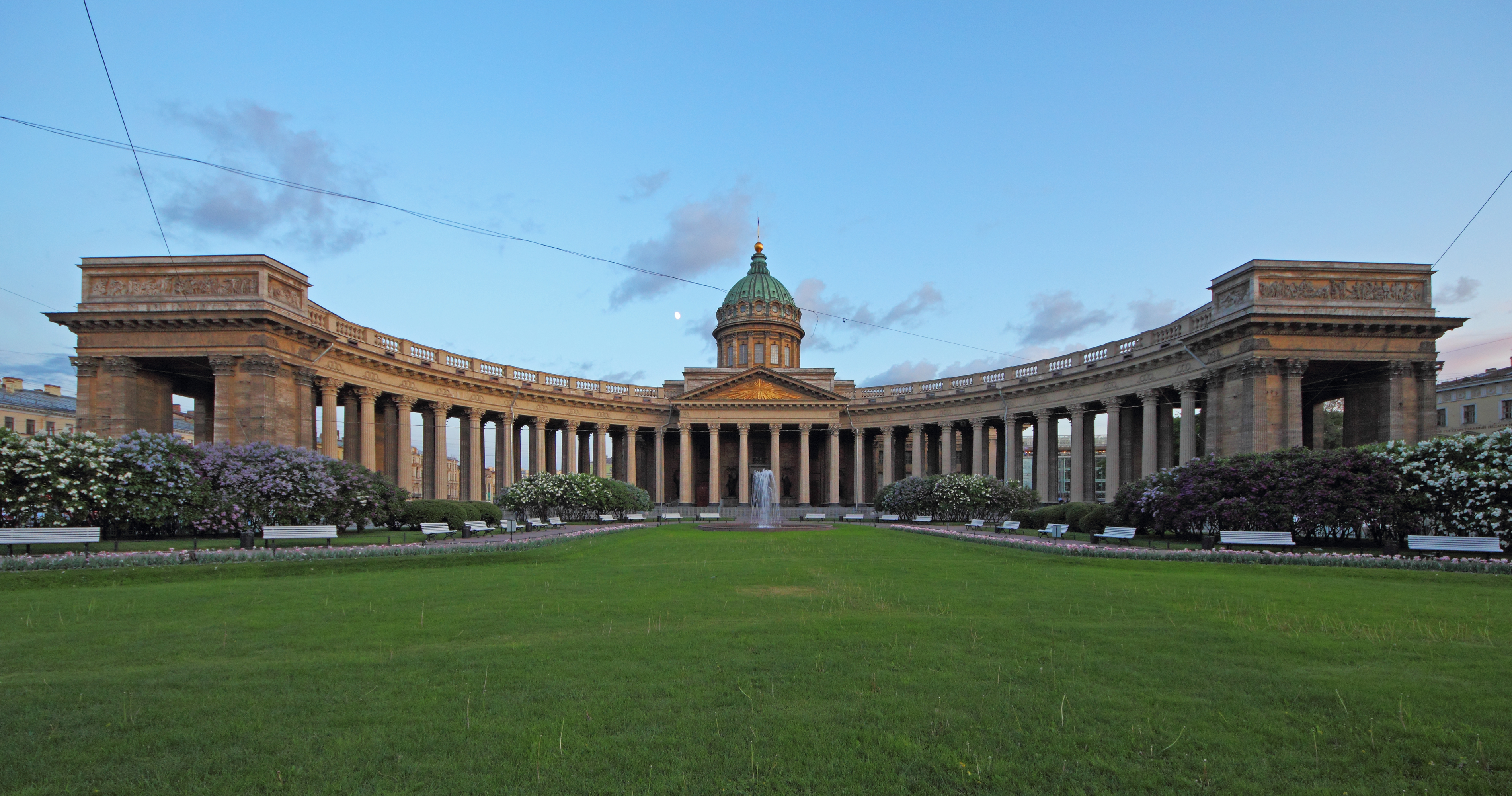
Ansicht vom Kasaner Platz

Die Kasaner Kathedrale (russisch Казанский собор) ist eine orthodoxe Kirche am Newski-Prospekt in der russischen Stadt Sankt Petersburg. Der klassizistische Sakralbau wurde 1801 bis 1811 nach dem Vorbild des römischen Petersdoms errichtet und gehört zu den Sehenswürdigkeiten Sankt Petersburgs. Die Kirche ist der Gottesmutter von Kasan geweiht, deren Ikone hier verehrt wird.

## Architektur

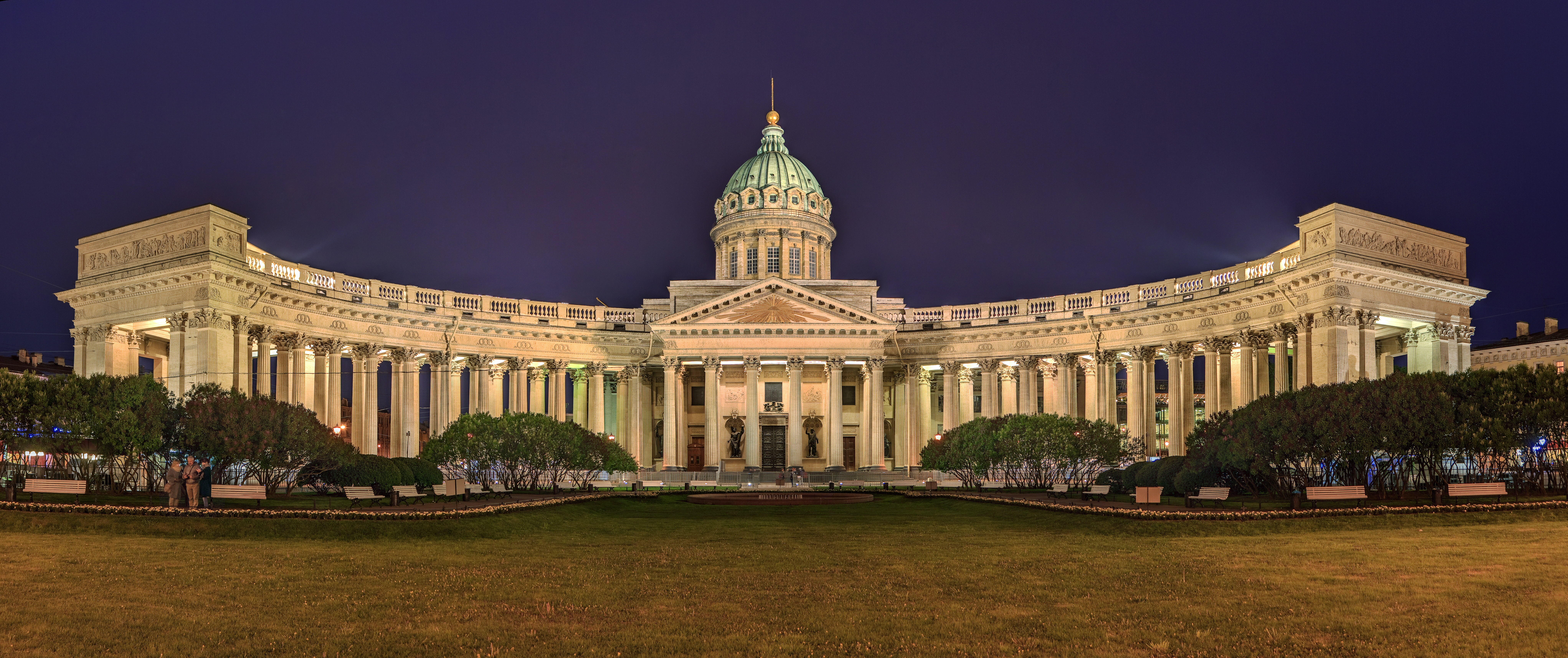
Kasaner Kathedrale bei Nacht

Kaiser Paul I. gab kurz vor seiner Ermordung den Auftrag, eine Kirche im Stil des Petersdoms zu errichten. Der Baumeister Andrei Woronichin modifizierte dies jedoch stark mit Elementen der zeitgenössischen klassizistischen Architektur, so dass heute nur die Kolonnaden und die Kuppel an das römische Vorbild erinnern, ohne jedoch deren monumentale Wirkung ganz zu erreichen. Von der Kuppel aus erstrecken sich die Tonnengewölbe von Mittelschiff, Chor und Querschiffsarmen in Form eines Lateinischen Kreuzes. Ihre Gewölbebasis liegt in Höhe der Flachdecken der Seitenschiffe.
Um die bei christlichen Kirchen traditionell übliche Ostausrichtung des Chors mit dem kaiserlichen Wunsch einer repräsentativen Orientierung zum Newski-Prospekt hin zu verbinden, legte  Woronichin die Eingangsachse an die Nordseite. Hier umfassen die vierfachen Säulenreihen der Kolonnaden den halbrunden, also weiter als in Rom nach außen geöffneten Vorplatz und enden am Newski-Prospekt in monumentalen Torbauten. Alle drei Eingänge sind als streng klassizistische Säulenportikus ausgebildet. Die bronzenen Türflügel des Nordeingangs sind Kopien der Paradiespforte von Lorenzo Ghiberti am Baptisterium in Florenz.

## Nutzung

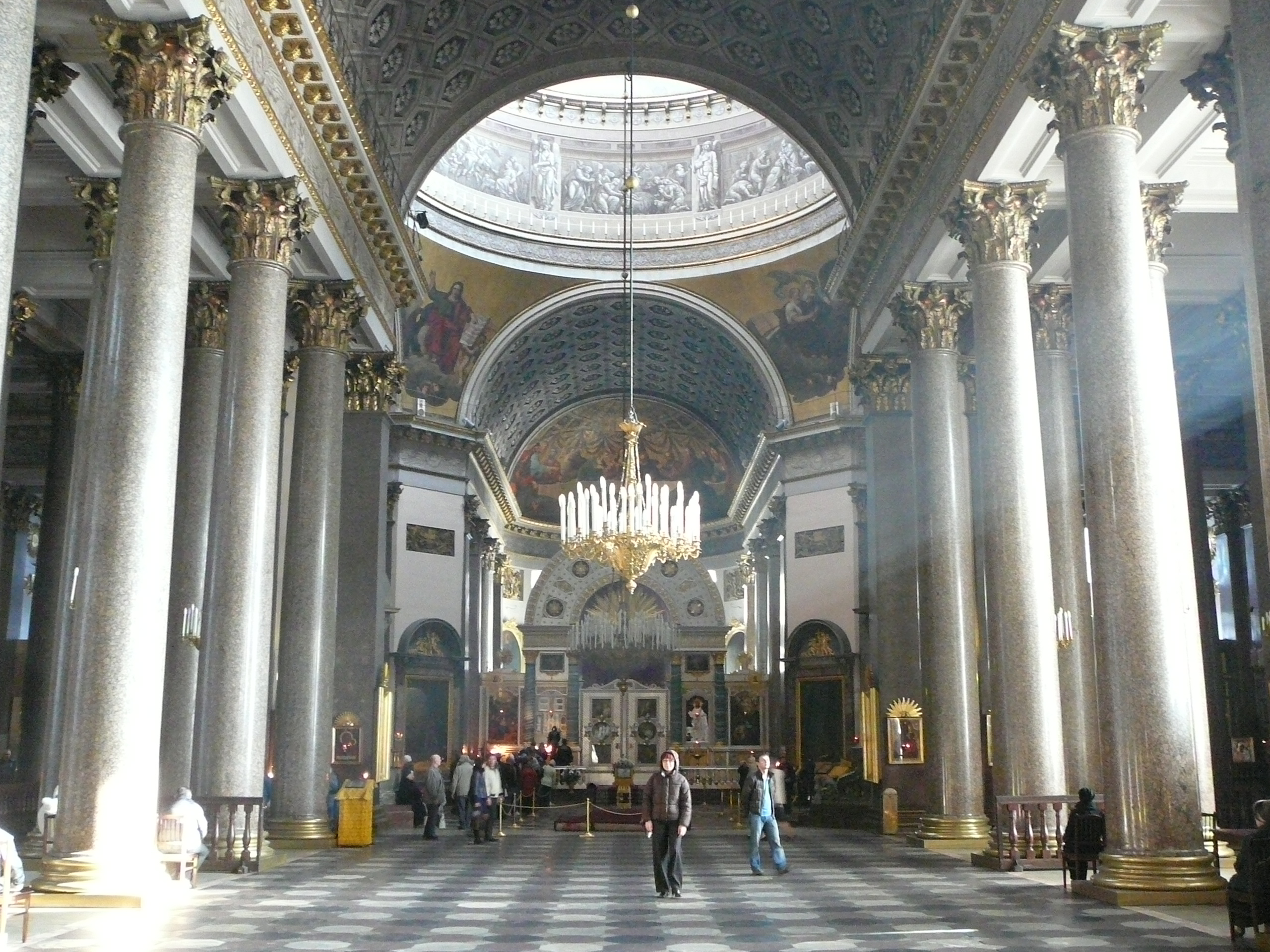
Innenansicht

Nach Napoleons Niederlage im Russlandfeldzug 1812 entwickelte sich das Gotteshaus zu einer an diesen Sieg erinnernden Gedächtniskirche. So beherbergt die Kathedrale das Grab des siegreichen Feldmarschalls Michail Illarionowitsch Kutusow – angeblich an der Stelle, an der er vor dem Kriegszug gegen Napoléon Bonaparte betete. Von den Franzosen erbeutete Fahnen und Trophäen umgeben das Grab des 1813 hier Beerdigten, zum Beispiel die Schlüssel der eroberten Festungen Bremen, Geertruidenberg und Avesnes.
Die unvollständig erhaltene Ikonostase enthält auch eine Kopie der Ikone der Gottesmutter von Kasan. Marienikonen dieses Typs gelten den Gläubigen als Beschützerin der russischen Nation. Auf dem Platz vor der Kirche fand am 6. Dezember 1876 die erste sozialrevolutionäre Demonstration auf russischem Boden statt, die unter anderem von Georgi Walentinowitsch Plechanow organisiert wurde.
In sowjetischer Zeit, von 1932 bis 1990, beherbergte das Gotteshaus ein Museum für die Geschichte der Religion und des Atheismus, danach umbenannt in Museum für Religionsgeschichte. Heute wird das Gebäude wieder für Gottesdienste benutzt.